# Autoroute D1 (Slovaquie)
L'autoroute slovaque D1 (en slovaque : Diaľnica D1) est une autoroute qui commence à Bratislava et qui se termine à la frontière entre la Slovaquie et l'Ukraine. Elle est toujours en construction.

## Tronçons ouverts à la circulation
| Tronçon d'autoroute                | Longueur | Ouverture |
| ---------------------------------- | -------- | --------- |
| Bratislava/D2 - Bratislava/Vajnory | 12 km    | 1985      |
| Bratislava/Vajnory - Sverepec      | 153 km   | 1972      |
| Sverepec - Vrtižer                 | 10 km    | 2010      |
| Vrtižer - Hričovské Podhradie      | 13 km    | 2006      |
| Ivachnová - Važec                  | 60 km    | 1973      |
| Važec - Mengusovce                 | 12 km    | 2007      |
| Mengusovce - Jánovce               | 25 km    | 2008      |
| Jablonov - Studenec (demi profile) | 5,5 km   | 2010      |
| Studenec - Beharovce               | 3,5 km   | 2010      |
| Beharovce - Fričovce               | 14 km    | 2001      |
| Svinia - Prešov/ouest              | 7 km     | 2010      |
| Prešov/sud - Budimír               | 19 km    | 1982      |